# Papa Iulius al III-lea
Papa Iulius al III-lea (n. 10 septembrie 1487, Roma, Statele Papale – d. 23 martie 1555, Roma, Statele Papale) a fost un papă al Romei. Pontificatul său a fost marcat de nepotism. A adoptat fiul unei cerșetoare, Innocenzo Ciocchi Del Monte⁠(en)[traduceți], pe care l-a ridicat la rangul de cardinal. Acesta a provocat mai multe scandaluri.
Scriitorul Joachim du Bellay a publicat în anul 1558 la Paris în volumul Les Regrets⁠(fr)[traduceți] sonetul CV, în care descrie ascensiunea unui cardinal, pe care îl compară cu Ganymede.